# Young Mr. Jazz
Young Mr. Jazz é um curta-metragem norte-americano de 1919, do gênero comédia, estrelado por Harold Lloyd. Uma cópia do filme está conservada no Museu de Arte Moderna, Estados Unidos.

## Elenco

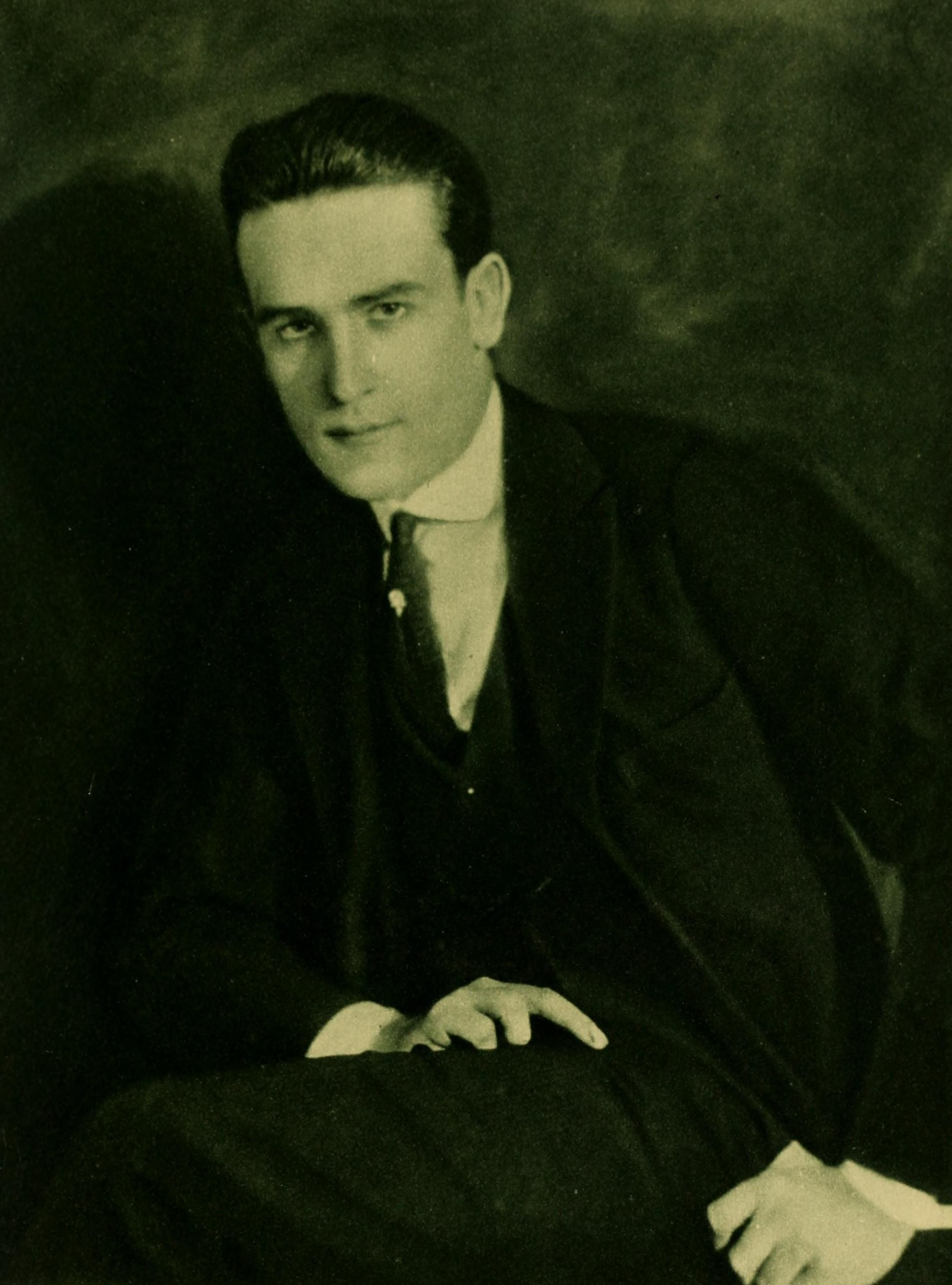
Harold Lloyd

- Harold Lloyd como The Boy
- Snub Pollard
- Bebe Daniels
- Sammy Brooks
- Billy Fay
- Mildred Forbes
- Rose Gold
- Lew Harvey
- Wallace Howe
- Bud Jamison
- Margaret Joslin
- Dee Lampton
- Marie Mosquini
- Fred C. Newmeyer
- James Parrott
- Dorothea Wolbert
- Noah Young